# Polyplax werneri
Polyplax werneri är en insektsart som först beskrevs av Glinkiewicz 1907.  Polyplax werneri ingår i släktet Polyplax och familjen ledlöss. Inga underarter finns listade i Catalogue of Life.